# 非洲金貓
非洲金貓（學名 Caracal aurata）是哺乳綱、食肉目、貓科的狞猫属中的一種，有两个亚种。

## 身体特征
非洲金猫为中等体型的野生猫科动物，分布在西非和中非的热带雨林地区。体长61-100厘米，尾长16-46厘米，肩高大约为39-55厘米。雄性非洲金猫的体重在11-14公斤之间，雌性较轻，一般在6公斤左右。
非洲金猫的毛皮颜色比较多样，一般为浅褐色或者红褐色，但也有黑色或灰色的变种。西非亚种带有斑点，中非亚种则除了腹部和腿部外，基本不带斑点。非洲金猫与亚洲金猫有许多相似之处，但研究表明，这些是趋同进化的结果。
非洲金猫的寿命约为15年。

## 习性
非洲金猫会爬树，但它们主要在地面上猎食。猎物包括啮齿类、鸟类以及小型猴类。它们栖息地通常比较隐蔽，因此人们对他们知之甚少。

## 亚种
- 中非亚种(Caracal aurata aurata)
- 西非亚种(Caracal aurata celidogaster)